# 八一吉敦暴動
八一吉敦暴動，又稱吉敦事件，吉敦鐵道沿線地方暴動，是1930年8月1日在中國東北的朝鮮民族反日暴動，由中國共產黨滿洲省委員會直屬的撫順特別支部中的朝鮮人發動。有资料认为始于7月31日。
吉敦線附近的敦化的180個朝鮮共產黨徒、蛟河附近的150個朝鮮共產黨徒到處破壞木橋，電話線，掠奪居民。
暴動事件後，奉天省政府對朝鮮人活動加強取締，匪兵和警匪對良民的横暴行為也有所增加。